# Mistrovství Československa v krasobruslení 1983
Mistrovství Československa v krasobruslení 1983 se konalo 7. ledna až 9. ledna 1983 v Banské Bystrici.
Po třiceti letech byla na mistrovství Československa udělena nejvyšší známka - šestka. Za technickou jízdu ji obdržel Josef Sabovčík.

## Medaile
| Kategorie      | Zlato                     | Zlato | Stříbro                       | Stříbro | Bronz                           | Bronz |
| Muži           | Jozef Sabovčík            | 2     | Petr Barna                    | 4       | Viliam Kávalský                 | 7. 2  |
| Ženy           | Hana Veselá               | 2. 6  | Gabriela Ballová              | 6. 6    | Tatiana Michalková              | 7, 8  |
| Sportovní páry | Jana Havlová René Novotný | 1. 4  | Dagmar Kovářová Jozef Komár   | 2. 8    | Dědková Kozák                   | 4. 2  |
| Taneční páry   | Jindra Holá Karol Foltán  | 2. 5  | Věra Mináríková Ivan Havránek | 4       | Jana Kašpárková Pavel Laurenčík | 6     |